# Mộ Taras Shevchenko

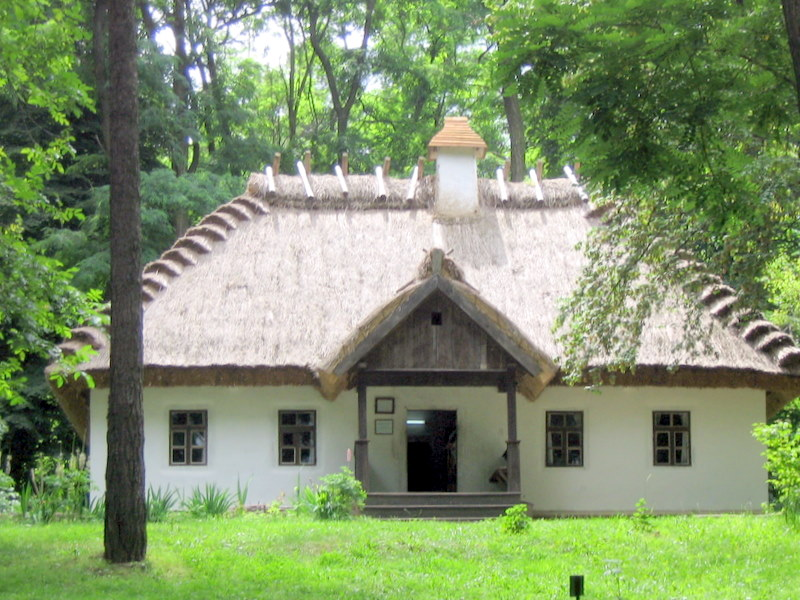
Ngôi nhà Taras

Mộ của Taras Shevchenko (tiếng Ukraina: Могила Тараса Шевченка) nằm trên đồi Chernecha tại thành phố Kaniv, tỉnh Cherkasy là một trong những nơi tôn kính nhất của người dân Ukraina. Khu mộ này nằm trong quần thể Vườn Quốc gia Shevchenko.
Ở đây, trên các sườn đồi bên sông Dnepr, trong bảo tàng tưởng niệm và văn học là những tài liệu, hiện vật về cuộc đời và sáng tạo của nhà thơ – họa sĩ trong các điều kiện khó khăn của chế độ nông nô ở Đế quốc Nga. Hiện vật của bảo tàng bao gồm các sản phẩm của thợ thủ công, nghệ nhân dân gian của khắp các vùng ở Ukraine. Bên cạnh bảo tàng là ngôi mộ của Taras Shevchenko, mà phía trên là một tượng đài cao bằng đá hoa cương.

## Lịch sử
Sau khi mất, Taras Shevchenko được mai táng tại nghĩa trang Smolensky ở Saint Petersburg. Hai tháng sau, di hài của ông được chuyển về an táng tại khu mộ này. Năm 1989, bia tưởng niệm bằng đá granit được đặt tại nghĩa trang Smolensky.
Trong Thế chiến II, tại khu mộ Taras Shevchenko đã xảy ra trận đánh trong nhiều ngày của du kích Ukraina với quân phát xít.
Năm 1978, Oleksa Mykolajovyč Hirnyk (được truy tặng anh hùng Ukraina năm 2007) đã tự thiêu tại khu mộ này để phản đối chính sách Nga hóa Ukraina của chính quyền Xô Viết.